# Saint Saviour
Saint Saviour (jèrriais Saint Saûveux, fr. Saint-Sauveur) – Okręg (parish) na wyspie Jersey, jednej z Wysp Normandzkich. St. Saviour jest drugim co do wielkości parishem wyspy pod względem ludności. Parish Saint Saviour ma najkrótszą linię brzegową wśród pozostałych okręgów. Okręg ten podzielony jest jeszcze na 6 mniejszych jednostek terytorialnych vingtaines (wiosek).

W St. Saviour znajduje się Government House - siedziba Gubernatora Jersey

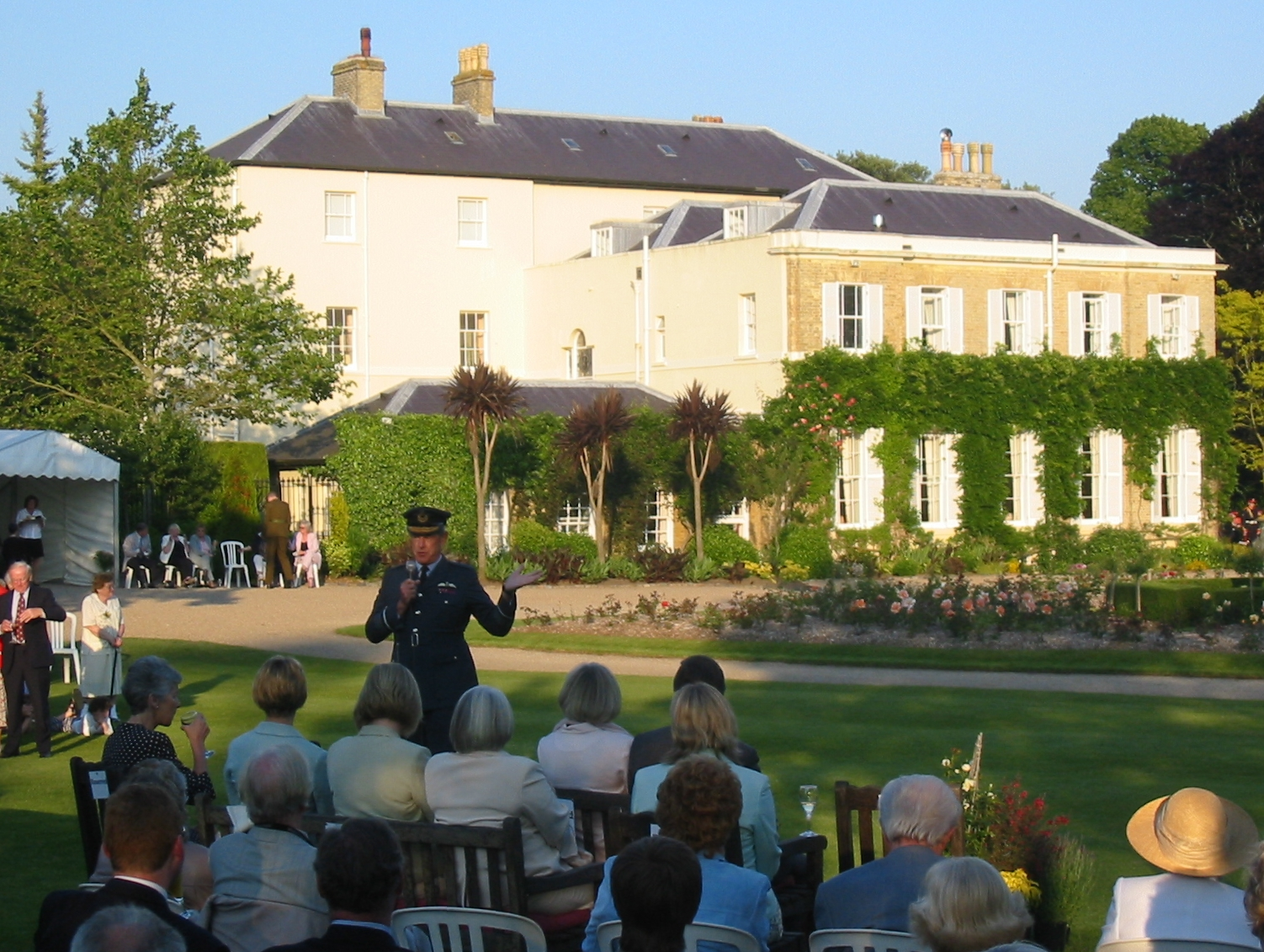
Government House w St. Saviour